# Encefalitis
La encefalitis es un conjunto de enfermedades producidas por una inflamación del encéfalo del ser humano. Son bastante frecuentes, sobre todo en determinadas regiones del mundo, y se producen generalmente por la infección de gran variedad de gérmenes como bacterias, ricketsias, espiroquetas, leptospiras, parásitos, hongos y virus. Sin embargo, con la excepción de los virus, la encefalitis suele ser un síntoma más, casi nunca el más llamativo, dentro del cuadro clínico de la enfermedad. Normalmente, cuando se refiere a una encefalitis, se hace como sinónimo de encefalitis vírica.
Entre las encefalitis víricas, se conocen más de cincuenta virus causantes de encefalitis en la especie humana. Los más importantes son los que producen encefalitis sin trastornos sistémicos. Casi siempre la encefalitis está asociada a una meningitis, de manera que los dos síndromes, encefalitis y meningitis, forman un espectro continuo (meningoencefalitis) provocado por los mismos virus, aunque algunos virus pueden tener preferencia por alguna de estas localizaciones.
Los virus que producen encefalitis ocasionan un síndrome común que permite hacer un diagnóstico clínico, pero es muy difícil hacer un diagnóstico exacto en más de la mitad de los casos, excepto en los casos particulares de determinadas regiones geográficas.
La gravedad puede ser variable, con síntomas que incluyen reducción o alteración de la conciencia, dolor de cabeza, fiebre, confusión, una rigidez de cuello y vómitos. Las complicaciones pueden incluir convulsiones, alucinaciones, problemas para hablar, problemas de memoria y problemas de audición.
Algunos tipos se pueden prevenir con vacunas El tratamiento puede incluir medicamentos antivirales (como el aciclovir), anticonvulsivos y corticosteroides. El tratamiento suele tener lugar en el hospital. Algunas personas requieren respiración artificial. Una vez controlado el problema inmediato, puede ser necesaria la rehabilitación. En 2015, se estimó que la encefalitis afectó a 4,3 millones de personas y provocó 150 000 muertes en todo el mundo.

## Síntomas de la encefalitis
La encefalitis puede provocar alguno de los siguientes síntomas como:
- Síndrome febril agudo.
- Afectación meníngea, con meningismo o rigidez de nuca y cefalea.
- Alteraciones de la conciencia, con letargia, que puede progresar al estupor y coma.
- Hemiparesia o signos focales motores con asimetría de reflejos y signo de Babinski positivo.
- Convulsiones localizadas o generalizadas.
- Alteraciones del lenguaje y afasia.
- Movimientos anormales y temblor parkinsoniano muy raramente.
- Signos cerebelosos y alteraciones sensoriales, auditivas o visuales.
- Diabetes insípida o secreción inadecuada de ADH en los casos de afectación de hipotálamo o hipófisis.

Todos estos síntomas son debidos a lesiones focales o difusas de la sustancia gris o sustancia blanca del sistema nervioso central.
Una de las pruebas que hay que realizar es una punción lumbar en la que se analiza el líquido cefalorraquídeo que informa de meningitis aséptica.
La evolución de la encefalitis transcurre al cabo de pocos días a algunas semanas, con una mortalidad variable dependiente del agente vírico causal, desde el 5 % al 20 %. En la quinta parte de los pacientes aparecen diversas secuelas, como deterioro mental, cambios en la personalidad y alteraciones de los movimientos.

## Causas

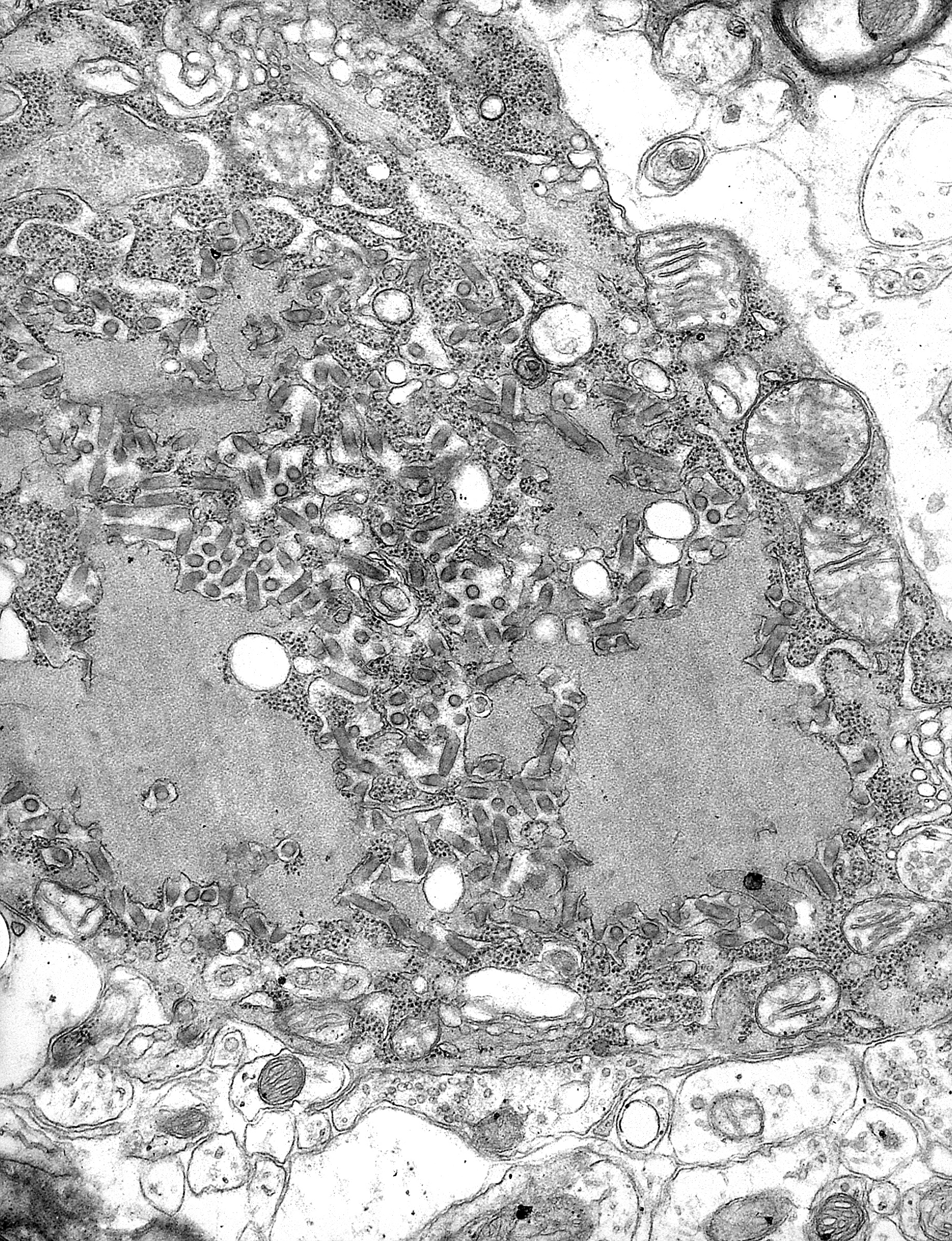
Rabies virus

### Viral
La encefalitis vírica puede producirse como efecto directo de una infección aguda o como una de las secuelas de una  infección latente. La mayoría de los casos virales de encefalitis tienen una causa desconocida; sin embargo, la causa identificable más común de encefalitis viral es la infección por herpes simple. Otras causas de encefalitis vírica aguda son el virus de la rabia, el poliovirus y el virus del sarampión..
Otras posibles causas virales son arboviral flavivirus (encefalitis de San Luis, virus del Nilo Occidental), bunyavirus (cepa de La Crosse), arenavirus (virus de la coriomeningitis linfocítica), reovirus (virus de la garrapata de Colorado) e infecciones por henipavirus. El virus Powassan es una causa poco frecuente de encefalitis.

### Bacteriana y otras
Puede estar causada por una infección bacterianal, como la meningitis bacteriana, o puede ser una complicación de una enfermedad infecciosa actual como la sífilis (encefalitis secundaria).
Ciertas infestaciones  parasitarias o  por protozoos, como la toxoplasmosis, la malaria o la meningoencefalitis amebiana primaria, también pueden causar encefalitis en personas con compromiso del sistema inmunitario. sistema inmunitario. La enfermedad de Lyme o Bartonella henselae también pueden causar encefalitis.
Otros patógenos bacterianos, como Mycoplasma y los causantes de rickettsiosis, provocan inflamación de las meninges y, en consecuencia, encefalitis. Una causa no infecciosa incluye la encefalitis aguda diseminada que es desmielinizada.

### Encefalitis límbica
La encefalitis límbica se refiere a la enfermedad inflamatoria confinada al sistema límbico del cerebro.  La presentación clínica suele incluir desorientación, desinhibición, pérdida de memoria, convulsiones y anomalías del comportamiento. Las imágenes de  IRM revelan hiperintensidad T2 en las estructuras de los lóbulos temporales mediales y, en algunos casos, en otras estructuras límbicas.  Algunos casos de encefalitis límbica son de origen autoinmune.

## Tipos de encefalitis
- Encefalitis por arbovirus: Son frecuentes en América y Extremo Oriente. Se conocen más de 50 tipos de arbovirus o togavirus que transmiten determinados artrópodos que producen encefalitis, fiebre hemorrágica y artralgias.
- Encefalitis por virus del herpes simple: Es la forma más frecuente de encefalitis vírica en los países europeos, aunque su incidencia es muy baja.
- Encefalitis por el virus de la rabia: Muy rara en Europa.
- Encefalitis por el virus de sarampión.
- Encefalitis por el virus de VIH.
- Encefalitis letárgica. Se piensa que la causa puede ser una bacteria o una respuesta autoinmune.
- Encefalitis Equina Oriental (EEE) Encefalitis Equina Oriental (EEE)
- Encefalitis autoinmune. Se crean anticuerpos contra el receptor NMDA. Asociado a pacientes jóvenes con alteraciones psiquiátricas.

## Tratamiento
Un fármaco ideal para tratar la infección cerebral debe ser pequeño, moderadamente lipofílico a pH de 7,4, bajo nivel de unión a proteínas plasmáticas, volumen de distribución de litro por kg, no tiene fuerte afinidad hacia la unión con la glicoproteína P, u otras bombas de eflujo en la superficie de la barrera hematoencefálica. Algunos fármacos como la isoniazida, la pirazinamida, el linezolid, el metronidazol, el fluconazol y algunas fluoroquinolonas tienen una buena penetración en la barrera hematoencefálica.
El tratamiento (que se basa en los cuidados de apoyo) es el siguiente:
- Medicamentes antivirales o antivíricos (si el virus es la causa)
- Antibióticos, (si la causa es una bacteria)
- Esteroides se utilizan para reducir la inflamación del cerebro
- Sedantes para la inquietud
- Acetaminofén para la fiebre
- Ocupacional y fisioterapia (si el cerebro está afectado después de la infección)

La terapia de mantenimiento basada en Pirimetamina se utiliza a menudo para tratar la Encefalitis Toxoplásmica (ET), causada por Toxoplasma gondii y que puede poner en peligro la vida de las personas con sistemas inmunitarios débiles. El uso de la terapia antirretroviral de gran actividad (TARGA), junto con la terapia de mantenimiento establecida a base de pirimetamina, disminuye la probabilidad de recaída en pacientes con VIH y ET de aproximadamente el 18 % al 11 %. Esta es una diferencia significativa, ya que la recaída puede repercutir en la gravedad y el pronóstico de la enfermedad y dar lugar a un aumento del gasto sanitario.
La eficacia de la intravenosa inmunoglobulina para el manejo de la encefalitis infantil no está clara. Las revisiones sistemáticas no han podido sacar conclusiones firmes debido a la falta de estudios aleatorios doble ciego estudios con un número suficiente de pacientes y un seguimiento suficiente. Existe la posibilidad de un beneficio de la inmunoglobulina intravenosa para algunas formas de encefalitis infantil en algunos indicadores como la duración de la estancia hospitalaria, el tiempo para detener los espasmos, el tiempo para recuperar la conciencia y el tiempo para la resolución de los síntomas neuropáticos y la fiebre. La inmunoglobulina intravenosa para la encefalitis japonesa no pareció tener ningún beneficio en comparación con el tratamiento con placebo.